# David Malet Armstrong
David Malet Armstrong (Melbourne, 8 de julho de 1926 - Sydney, 13 de maio de 2014) foi um filósofo australiano conhecido pelos seus trabalhos no campo da filosofia da mente e metafísica.

## Carreira
Ele é bem conhecido por seu trabalho sobre metafísica e filosofia da mente, e por sua defesa de uma ontologia factualista, uma teoria funcionalista da mente, uma epistemologia externalista e uma concepção necessitariana das leis da natureza.
Keith Campbell disse que as contribuições de Armstrong para a metafísica e epistemologia "ajudaram a moldar a agenda da filosofia e os termos do debate", e que o trabalho de Armstrong "sempre se preocupou em elaborar e defender uma filosofia que seja onticamente econômica, sinótica e compatível com os resultados estabelecidos nas ciências naturais".

## Filosofia
A filosofia de Armstrong é amplamente naturalista. Em Sketch for a Systematic Metaphysics, Armstrong afirma que seu sistema filosófico repousa sobre "a suposição de que tudo o que existe é o mundo espaço-temporal, o mundo físico como dizemos". Ele justifica isso dizendo que o mundo físico "parece obviamente existir", enquanto outras coisas "parecem muito mais hipotéticas". Desse pressuposto fundamental decorre uma rejeição de objetos abstratos, incluindo formas platônicas.
O desenvolvimento de Armstrong como filósofo foi fortemente influenciado por John Anderson, David Lewis e J. J. C. Smart, bem como por Ullin Place, Herbert Feigl, Gilbert Ryle e G. E. Moore. Armstrong colaborou com C. B. Martin em uma coleção de ensaios críticos sobre John Locke e George Berkeley.
A filosofia de Armstrong, embora sistemática, não gasta tempo com questões sociais ou éticas, e também não tenta construir uma filosofia da linguagem. Certa vez, ele descreveu seu slogan como "Put semantics last" e, em Universals & Scientific Realism, ele rebate um argumento a favor da teoria das formas de Platão que se baseia na semântica, descrevendo "uma longa mas, eu acho, em toda a tradição desacreditada que tenta resolver questões ontológicas com base em considerações semânticas".

### Metafísica

#### Universais
Na metafísica, Armstrong defende a visão de que os universais existem (embora os universais platônicos não instanciados não existam). Esses universais coincidem com as partículas fundamentais de que a ciência nos fala. Armstrong descreve sua filosofia como uma forma de realismo científico.
Os universais de Armstrong são "esparsos": nem todo predicado terá uma propriedade de acompanhamento, mas apenas aqueles que são considerados básicos pela investigação científica. A ontologia final dos universais só seria realizada com a conclusão da ciência física. A massa seria, portanto, um universal (sujeito a que a massa não fosse descartada pelos futuros físicos). Armstrong percebe que precisaremos nos referir e usar propriedades que não são consideradas universais em sua ontologia esparsa – por exemplo, ser capaz de se referir a algo sendo um jogo (para usar o exemplo das Investigações Filosóficas de Wittgenstein). Armstrong sugere então que existe uma relação de superveniência entre essas propriedades de segunda ordem e os universais ontologicamente autênticos que nos são dados pela física.
A teoria dos universais de Armstrong trata as relações como não tendo nenhuma dificuldade ontológica particular, elas podem ser tratadas da mesma forma que as propriedades não relacionais. Como a teoria dos universais de Armstrong lida com relações com adicidades variadas foi levantada como uma questão por Fraser MacBride. MacBride argumenta que pode haver relações em que o número de termos na relação varia entre instâncias. A resposta de Armstrong é afirmar uma teoria que ele descreve como o Princípio da Invariância Instancial, em que a adicidade das propriedades são essenciais e invariantes. De acordo com Armstrong, relações complexas que parecem desafiar o princípio não são ontologicamente reais, mas são propriedades de segunda ordem que podem ser reduzidas a propriedades mais básicas que subscrevem o Princípio da Invariância Instancial.
Armstrong rejeita contas nominalistas de propriedades que tentam alinhar propriedades simplesmente com classes. A coextensão é um problema que eles enfrentam: se as propriedades são simplesmente classes, em um mundo onde todas as coisas azuis também são molhadas, e todas as coisas molhadas também são azuis, os nominalistas de classe são incapazes de fazer uma distinção entre a propriedade de ser azul e ser molhado. Ele fornece uma analogia ao argumento em Eutífron: dizer que os elétrons são elétrons porque fazem parte da classe dos elétrons coloca a carroça à frente dos bois. Eles fazem parte da classe dos elétrons porque são elétrons.
Na visão de Armstrong, os nominialismos também podem ser criticados por produzirem uma teoria da realidade. Os objetos têm estrutura: eles têm partes, essas partes são feitas de moléculas, que por sua vez são compostas por átomos em relação uns aos outros, que por sua vez são formados por partículas subatômicas e assim por diante. A blobbiness também ameaça os universais platônicos: um particular instanciando um universal em um mundo de universais platônicos torna-se uma questão de o blob-particular ter uma relação com um universal em outro lugar (no céu platônico, digamos), em vez de ter uma relação interna da maneira que um elemento químico faz com um átomo constituinte.
Armstrong rejeita ainda os nominalismos que negam que propriedades e relações existam na realidade porque ele sugere que esses tipos de nominalismos, referindo-se especificamente ao que ele chama de nominalismo de classe, e semelhança nominalismo, postulam primitivos de pertencimento de classe ou semelhança. Essa primitiva resulta em uma regressão viciosa para ambos os tipos de nominalismos, sugere Armstrong, motivando assim seu sistema baseado em estados de coisas que une propriedades postulando um laço primitivo de instanciação baseado em uma ontologia de fatos, chamada estados de coisas.
Em termos da origem da visão de Armstrong sobre os universais, Armstrong diz que sua visão dos universais é "território relativamente inexplorado", mas aponta para o artigo de Hilary Putnam de 1970 "On Properties" como um possível precursor. Ele também diz que "Platão, em suas obras posteriores, Aristóteles e os realistas escolásticos estavam à frente da filosofia contemporânea nesta questão, embora prejudicados pelo relativo atraso da ciência e da metodologia científica de sua época".

#### Estados das coisas
Central para a filosofia de Armstrong é a ideia de estados de coisas ("fatos" na terminologia de Russell): em Sketch for a Systematic Metaphysics, Armstrong afirma que os estados de coisas são "as estruturas fundamentais na realidade". Um estado de coisas grosso modo colocado é uma instanciação de um particular e um universal: um estado de coisas pode ser que um átomo particular existe, instanciando um universal (digamos, que é de um elemento particular, se os elementos químicos são finalmente aceitos como parte dos universais de Armstrong). Os particulares na ontologia de Armstrong devem ter pelo menos um universal – assim como ele rejeita universais não instanciados, ele também rejeita "particulares não apropriados".
Armstrong argumenta que estados de coisas são coisas distintas na ontologia porque são mais do que a soma de suas partes. Se algum a particular tem uma relação não-simétrica R com outro b particular, então R (a, b) difere de R (b, a). Pode ser o caso de R (a, b) obter no mundo, mas R (b, a) não. Sem estados de coisas instanciando os particulares e universais (incluindo as relações), não podemos explicar a verdade de um caso e a falsidade do outro.

#### Leis da natureza
A teoria dos universais de Armstrong dá-lhe a base para uma compreensão das leis da natureza como sendo relações entre universais, um relato não-humeano das leis da natureza proposto independentemente por Armstrong, Michael Tooley, e Fred Dretske. Este relato postula que as relações entre universais são verdadeiras para as afirmações sobre as leis físicas, e é realista ao aceitar que as leis da natureza são uma característica do mundo e não apenas uma maneira como falamos sobre o mundo. Armstrong identifica as leis como mantendo entre universais em vez de particulares, pois um relato de leis envolvendo apenas particulares em vez de universais não explicaria adequadamente como as leis da natureza operam no caso de contrafactuais.
Para ilustrar a teoria, Stephen Mumford dá o exemplo de que todos os corvos são negros. Sob a teoria de Armstrong, Tooley e Dretske, há uma relação de necessidade entre a vorazidade universal e a negritude, em vez de haver uma relação com cada corvo. Isso permite a explicação de leis da natureza que não foram instanciadas. Mumford cita o exemplo frequentemente usado do pássaro moa: "Supõe-se que todas as aves desta espécie agora extinta morreram em tenra idade, embora não por causa de nada em sua composição genética. Pelo contrário, morreu principalmente por causa de algum vírus que acabou de varrer a população. Uma ave poderia ter escapado do vírus apenas para ser comida por um predador na véspera de seu cinquentenário."  Sob a teoria de Armstrong, Tooley e Dretske, tal coincidência não seria uma lei da natureza.

#### Disposição
Armstrong rejeita o disposicionalismo, a ideia de que as propriedades disposicionais (ou poderes, como às vezes são referidos) são ontologicamente significativas e têm um papel importante na explicação das leis da natureza. Armstrong acredita que o desafio que o disposicionalismo apresenta para seu relato das leis da natureza não está no caso de disposições manifestadas (digamos, um vidro caindo no chão e quebrando), mas disposições não manifestadas (o fato de que contrafactualmente se alguém fosse jogar o vidro no chão, seria intervalo). Armstrong simplesmente afirma que a disposição está simplesmente na natureza das propriedades instanciadas da coisa que se supõe ter a disposição.

#### Verdade e fazedores de verdade
Em relação à verdade, Armstrong mantém o que ele descreve como uma "versão maximalista" da teoria do criador da verdade: ele acredita que toda verdade tem um criador da verdade, embora não exista necessariamente um mapeamento um-para-um entre a verdade e o criador da verdade. A possibilidade de uma para muitas relações entre verdades e fazedores de verdade é uma característica que Armstrong acredita que permite que a teoria do criador da verdade responda a algumas das críticas feitas às teorias mais antigas da correspondência da verdade (das quais ele acredita que a teoria do criador da verdade seja uma versão melhorada). As verdades negativas têm verdades no relato de Armstrong: ele dá o exemplo de uma parede pintada de verde. A parede sendo pintada de verde é uma verdade pela proposição de que não é pintada de branco e a proposição de que não é pintada de vermelho e assim por diante.
A dificuldade em fornecer um relato adequado dos fazedores da verdade para eventos no passado é uma das razões que Armstrong dá para rejeitar o presentismo – a visão de que apenas o presente existe (outra razão é a incompatibilidade de tal visão com a relatividade especial). Os presentistas, argumenta Armstrong, devem negar que os fazedores de verdade são necessários para declarações sobre o passado, ou respondê-los "postulando fazedores de verdade bastante estranhos".

#### Mente
Armstrong defende uma teoria fisicalista e funcionalista da mente. Ele inicialmente foi atraído por O Conceito de Mente de Gilbert Ryle e pela rejeição do dualismo cartesiano. Armstrong não aceitava o behaviorismo e, em vez disso, defendeu uma teoria que ele chamou de "teoria do estado central", que identifica os estados mentais com o estado do sistema nervoso central. Em A Materialist Theory of the Mind, ele aceitou que estados mentais como a consciência existem, mas afirmou que eles podem ser explicados como fenômenos físicos. Armstrong atribui sua adoção da teoria do estado central ao trabalho de J. J. C. Smart – especificamente o artigo 'Sensations and Brain Processes' – e traça a linhagem a partir daí para o artigo de Ullin Place de 1956 "Is Consciousness a Brain Process?".
Stephen Mumford disse que A Materialist Theory of the Mind de Armstrong "representa uma declaração autoritária do materialismo australiano e foi, e ainda é, uma peça seminal da filosofia".

### Epistemologia
A visão de Armstrong sobre o conhecimento é que as condições do conhecimento são satisfeitas quando você tem uma crença verdadeira justificada que você chegou através de um processo confiável: isto é, a crença foi causada por algum fator no mundo externo (daí o rótulo de externalismo). Armstrong usa a analogia de um termômetro: como um termômetro muda para refletir a temperatura do ambiente em que está, as crenças de alguém também devem ser formadas de forma confiável. A conexão entre o conhecimento e o mundo externo, para Armstrong, é uma relação nomológica (isto é, uma relação de lei da natureza). Aqui, a visão de Armstrong é amplamente semelhante à de Alvin Goldman e Robert Nozick. As intuições que levam a esse tipo de externalismo levaram Alvin Plantinga a um relato do conhecimento que acrescentou a exigência de sistemas cognitivos "funcionando adequadamente" operando de acordo com um plano de projeto.

#### Crença
Sobre a questão da relação entre crenças e conhecimento, Armstrong defende uma "fraca aceitação" da condição de crença, ou seja, que se se pode dizer que uma pessoa sabe alguma coisa p, ela acredita p. Em um artigo para a Sociedade Aristotélica, Armstrong rejeita uma série de argumentos linguísticos para uma rejeição da condição de crença que argumentam que se pode ter conhecimento sem ter crença porque um uso comum da palavra "crença" implica falta de conhecimento – Armstrong dá o exemplo de se você perguntasse a um homem em uma estação de trem se o trem acabou de sair e ele dissesse "Eu acredito que sim", você tiraria disso que ele não sabe que tem.
Armstrong também argumenta que crenças contraditórias mostram que há uma conexão entre crenças e conhecimento. Ele dá o exemplo de uma mulher que descobriu que seu marido está morto, mas não consegue acreditar que seu marido está morto. Ela acredita e desacredita que seu marido está morto: acontece que uma de suas duas crenças é justificada, verdadeira e satisfaz algumas condições de conhecimento.
Armstrong apresenta uma resposta à versão modificada de Colin Radford do exemplo do "examinando inseguro". Um estudante é questionado quando a rainha Elizabeth I morreu, e ele hesitante responde "1603" e não demonstra confiança em sua resposta. Esqueceu-se de que, em algum momento anterior, estudou história inglesa. Radford apresenta isso como um exemplo de conhecimento sem crença. Mas Armstrong diverge sobre isso: o examinando inseguro tem uma crença de que a rainha Elizabeth I morreu em 1603, ele sabe que ela morreu em 1603, mas ele não sabe que sabe. Armstrong rejeita o Princípio KK – que para saber alguma coisa p, é preciso saber que se sabe p. A rejeição de Armstrong do Princípio KK é consistente com seu projeto externalista mais amplo.

## Publicações

### Livros
- —— (1960). Berkeley's Theory of Vision. [S.l.]: Melbourne University Press. OL 2981233W
- —— (1961). Perception and the Physical World. [S.l.]: Routledge & Kegan Paul. ISBN 978-0-7100-3603-2
- —— (1962). Bodily Sensations. [S.l.]: Routledge & Kegan Paul. OL 5873805M
- —— (1968). A Materialist Theory of the Mind. [S.l.]: Routledge & Kegan Paul. ISBN 978-0-415-10031-1
- —— (1973). Belief, Truth and Knowledge. [S.l.]: Cambridge University Press. ISBN 978-0-521-08706-3
- —— (1978). Universals and Scientific Realism. [S.l.]: Cambridge University Press. ISBN 978-0-521-21741-5
- —— (1981). The Nature of Mind and Other Essays. [S.l.]: Cornell University Press. ISBN 978-0-8014-1353-7
- —— (1983). What is a Law of Nature?. [S.l.]: Cambridge University Press. ISBN 978-0-521-25343-7
- —— (1989). A Combinatorial Theory of Possibility. [S.l.]: Cambridge University Press. ISBN 978-0-521-37427-9
- —— (1989). Universals: An Opinionated Introduction. [S.l.]: Westview Press. ISBN 978-0-8133-0772-5
- —— (1997). A World of States of Affairs. [S.l.]: Cambridge University Press. ISBN 978-0-521-58064-9
- —— (1999). The Mind-Body Problem: An Opinionated Introduction. [S.l.]: Westview Press. ISBN 978-0-8133-9056-7
- —— (2004). Truth and Truthmakers. [S.l.]: Cambridge University Press. ISBN 978-0-521-83832-0
- —— (2010). Sketch for a Systematic Metaphysics. [S.l.]: Oxford University Press. ISBN 978-0-19-959061-2

### Artigos selecionados
- Armstrong, D. M. (1963). «Is Introspective Knowledge Incorrigible?». Philosophical Review. 72 (4): 417–432. JSTOR 2183028. doi:10.2307/2183028
- —— (1971). «Meaning and Communication». Philosophical Review. 80 (4): 427–447. JSTOR 2183752. doi:10.2307/2183752
- —— (1984). «Alan Ker Stout, 1900–1983» (PDF). Proceedings of the Australian Academy of the Humanities. 12: 106–109. Cópia arquivada (PDF) em 2015
- Forrest, P.; —— (1984). «An Argument against David Lewis' Theory of Possible Worlds». Australasian Journal of Philosophy. 62 (2): 164–168. doi:10.1080/00048408412341351
- —— (1991). «Classes are States of Affairs». Mind. 100 (2): 189–200. JSTOR 2254866. doi:10.1093/mind/C.398.189
- —— (2000). «Black Swans: The formative influences in Australian philosophy». In:  Brogaard, B.; Smith, B. Proceedings of the 23rd International Wittgenstein Symposium. [S.l.: s.n.]

### Diversos
- —— (2001). «Interview». In:  Jobling, Lee; Runcie, Catherine. Matters of the Mind: Poems, Essays and Interviews in Honour of Leonie Kramer. [S.l.]: University of Sydney. pp. 322–332. ISBN 978-1-86487-362-7
- Maurin, Anna-Sofia; Brinck, Ingar (2005). «Revisionary Metaphysics: An interview with D. M. Armstrong». Theoria. 71 (1): 3–19. doi:10.1111/j.1755-2567.2005.tb01001.x